# الكأس السلطانية 1933
كَأْسُ السُّلْطَانِ حُسَين 1933 هي النُّسْخة السَّابِعة عَشَر من بُطولة كَأْس السُّلطان حُسَين. لُعبت البُطولة في عام 1933، وفاز بها المِصري بعد فوزه في النهائي على الأوليمبي بنَتيجة 2–1.